# День ГИС

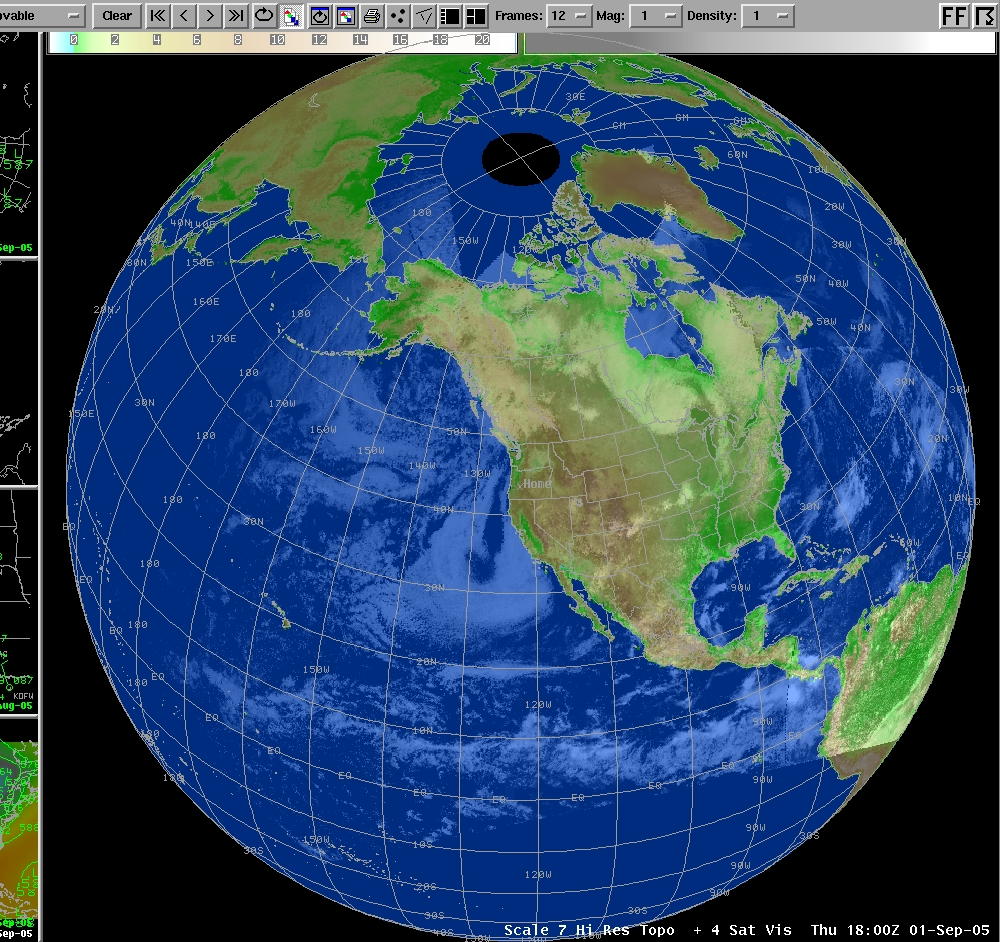
День ГИС

День ГИС — международный день геоинформационных систем. Более чем в 80 странах разработчики и пользователи ГИС-технологий в этот день проводят публичные мероприятия: демонстрируют возможности, открываемые геоинформационными системами, проводят открытые уроки, организуют семинары и презентации, посвященные ГИС. Цель мероприятий — распространение современного географического знания и расширение осведомленности о ГИС-технологиях среди непрофессионалов.
День ГИС празднуется с 1999 года каждый год в среду третьей недели ноября (обязательный выходной день для геоинформатиков), во время Geography Awareness Week — Недели географических знаний, проводимой National Geographic Society.